# Art aztèque

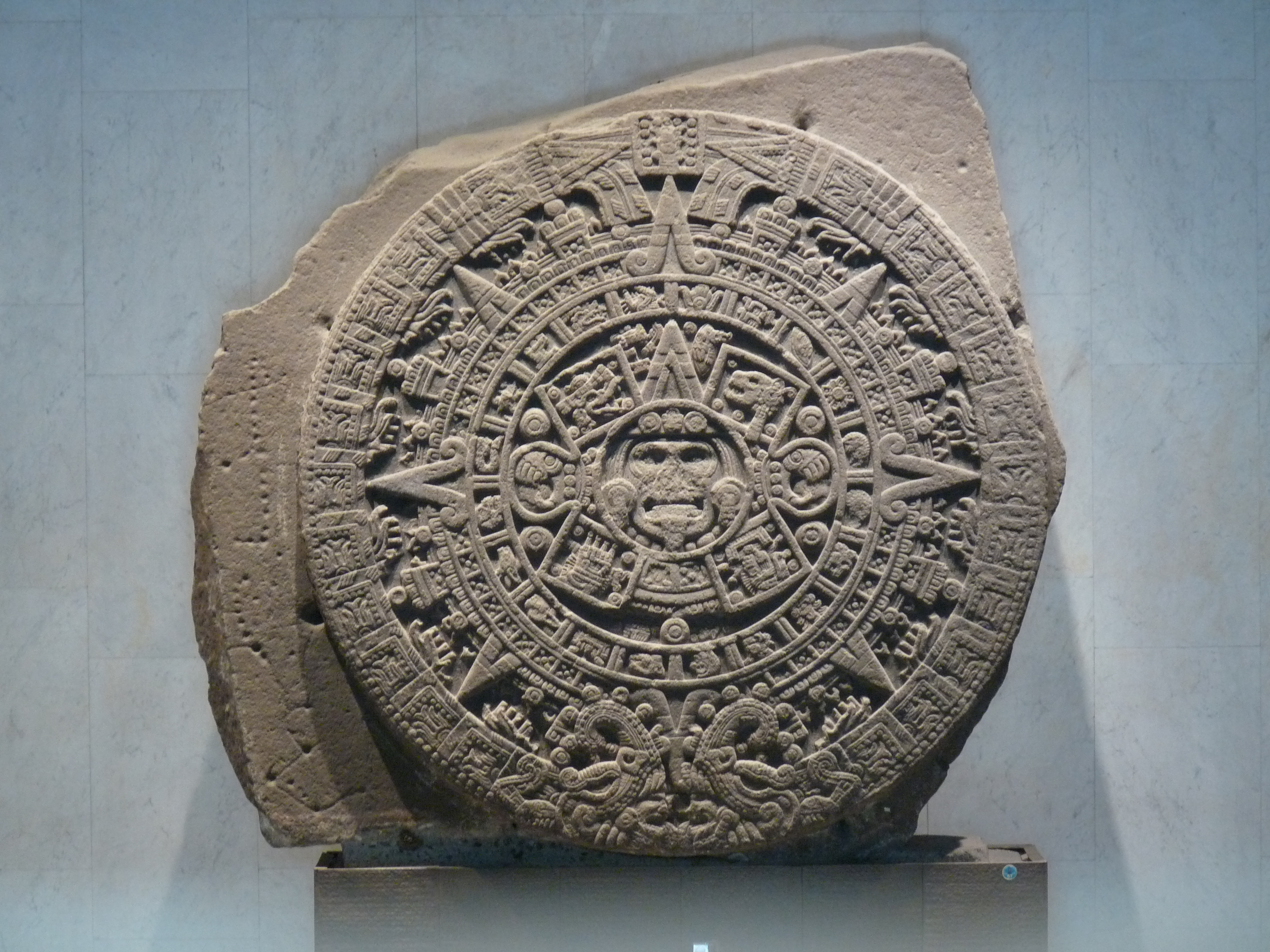
La Pierre du Soleil est une des œuvres les plus emblématiques de l'art aztèque.

L’art aztèque s'inscrit dans une tradition culturelle millénaire dont toute la production fait partie du cœur de l'espace mésoaméricain. Les Mexicas, autre nom des Aztèques, héritiers de plus de trente siècles de civilisation, adoptent et améliorent en effet les techniques artistiques et architecturales des peuples qui, avant eux, dominèrent le Mexique central. 
La production artistique et architecturale de la civilisation aztèque date de l'Époque postclassique récente, du XIVe siècle au début du XVIe siècle (conquête espagnole). De nombreux objets ont été détruits ou envoyés en Europe.

## Caractéristiques principales

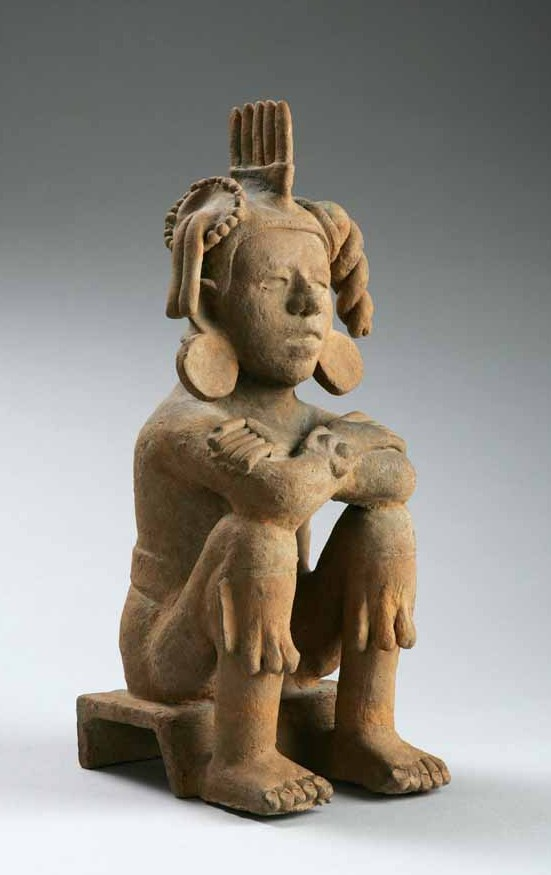
Xochipilli, dieu aztèque de la danse et de la musique
Lombards Museum.

### Une culture originale de la synthèse
L'art aztèque emprunte de nombreux éléments aux héritages de l'Époque classique et aux autres cultures contemporaines. Il s'inspirait des Olmèques pour les sculptures monumentales.
Chez les Aztèques, la différence entre les arts majeurs et les arts mineurs, les artistes et les artisans est presque imperceptible : à l'instar d'habiles sculpteurs, existent de bons orfèvres et des artisans travaillant les plumes (du nom d’amantecatl). En revanche, la société nahua préhispanique connaissait un grand nombre de catégories d'artistes.
Le terme nahuatl utilisé pour définir les artistes est toltecatl (toltèque), car les Aztèques estiment que les arts sont nés à Tula, grâce à l'influence de Quetzalcóatl. De ce terme en découlent d'autres qui indiquent les différentes branches artistiques, comme nous l'avons vu plus haut : la décoration avec les plumes, celle de l'écriture et de la peinture, les deux ayant pour les Mexicas le même statut, et le travail des pierres semi-précieuses.
La société aztèque accorde une grande importance à la guerre qui fournit des prisonniers pouvant être sacrifiés. Elle est également hiérarchisée à l'arrivée des Espagnols. Les classes supérieures cherchent à se distinguer du peuple et commandent des œuvres d’art. Elles achètent des objets venus de tout l'Empire et acheminés vers Tenochtitlan.
Si l'art aztèque fut essentiellement religieux, il utilisa aussi des thèmes profanes : les Aztèques s’intéressaient à la nature et à leur histoire.

### Les moyens techniques
Les Aztèques ne maîtrisaient pas la métallurgie. Ils ne possédaient pas d’animaux de trait ou de bât. Les matériaux étaient transportés par bateau sur les lacs et les canaux.

## Architecture et urbanisme

### Généralités
Malgré sa destruction systématique par les Espagnols, l'architecture et l'urbanisme aztèques sont les mieux connus pour la capitale Tenochtitlan. D'ailleurs, les autres villes de l'empire reprennent le même plan que la capitale. Le centre était occupé par un quartier religieux entouré par une enceinte. Celle-ci était trapézoïdale à Cempoala, rectangulaire à Huexotla et à Cholula. À l'intérieur de l'enceinte se trouvaient de nombreux temples, des collèges religieux, des palais, etc.
L'architecture des temples aztèques est la plus facile à décrire : ils avaient la forme d'une pyramide tronquée et se composaient de plusieurs bâtiments emboîtés (6 à Tenayuca par exemple). Chaque génération construisait en effet un nouvel édifice par-dessus le précédent. En 1507, lors de la cérémonie du Feu nouveau, le temple de la montagne des étoiles fut reconstruit.
Au sommet de la pyramide se trouvait un petit sanctuaire précédé d’une plate-forme pour les sacrifices. Les temples circulaires étaient rares et sans doute destinés au culte du dieu des vents, Ehecatl.
Il existait d'autres temples creusés dans des parois rocheuses : on peut citer celui du mont Tláloc, de Tetzcotzingo, de Malinalco ou encore d'Acatzingo.
Dans l’enceinte sacrée des cités se trouvaient également des terrains de jeu de pelote (tlachtli ou ollamaliztli). La balle en caoutchouc symbolisait le Soleil et le terrain représentait le monde ; les deux joueurs devaient faire passer la balle dans l'un des deux anneaux de pierre de chaque côté du terrain. Les joueurs la frappaient avec leurs hanches, leurs genoux et leurs coudes. Il s'agissait d'un jeu dangereux sur lequel les Aztèques faisaient des paris.

### Tenochtitlan
Les témoignages de Cortés et des soldats l'accompagnant dans sa conquête, notamment Bernal Diaz del Castillo, montrent toute leur incrédulité et leur admiration pour les villes aztèques, en particulier pour la capitale Mexico-Tenochtitlan. La ville devait compter entre 500 000 et un million d'habitants. 

#### Plan
Construite à l'image du cosmos, elle était divisée en quatre grandes sections (campan) dont le centre était le Templo Mayor : Cuepopan au nord, Teopan à l'est, Moyotlan au sud et Atzacalco à l'ouest. Ces sections ont été conservées par les Espagnols. Elle était placée sous la responsabilité d'un chef militaire désigné par le pouvoir central. Chaque section comportait plusieurs quartiers ou groupes de maisons, les calpulli. Ce territoire de base avait un chef, un temple, une maison des guerriers et constituait la propriété collective de plusieurs familles. Au total, il y avait une centaine de districts à Tenochtitlan. 
Tenochtitlan s'étendait sur un carré d'environ 3 km de côté, pour une superficie approximative de 1 000 ha. Le plan de Tenochtitlan était orthogonal. Il s'inspirait grandement de celui de Teotihuacan.

#### Infrastructures et voies de communication
Quatre grandes chaussées traversaient la ville. Bernal Díaz del Castillo rapporte que 10 chevaux pouvaient y passer de front. La ville avait une grande symétrie. La chaussée vers Tlatelcolco mesurait 8 km de long sur 40 m de large. Toutes les constructions devaient être approuvés par le calmimilocatl, un fonctionnaire chargé de l'urbanisme de la ville.
Moctezuma Ier avait fait construire un premier aqueduc de 5 km de long,. Un deuxième fut aménagé sous Ahuitzotl entre Coyoacan et le centre. En 1449, une digue de 16 km fut édifiée pour protéger la ville des inondations,.

#### Le centre religieux:Templo Mayor

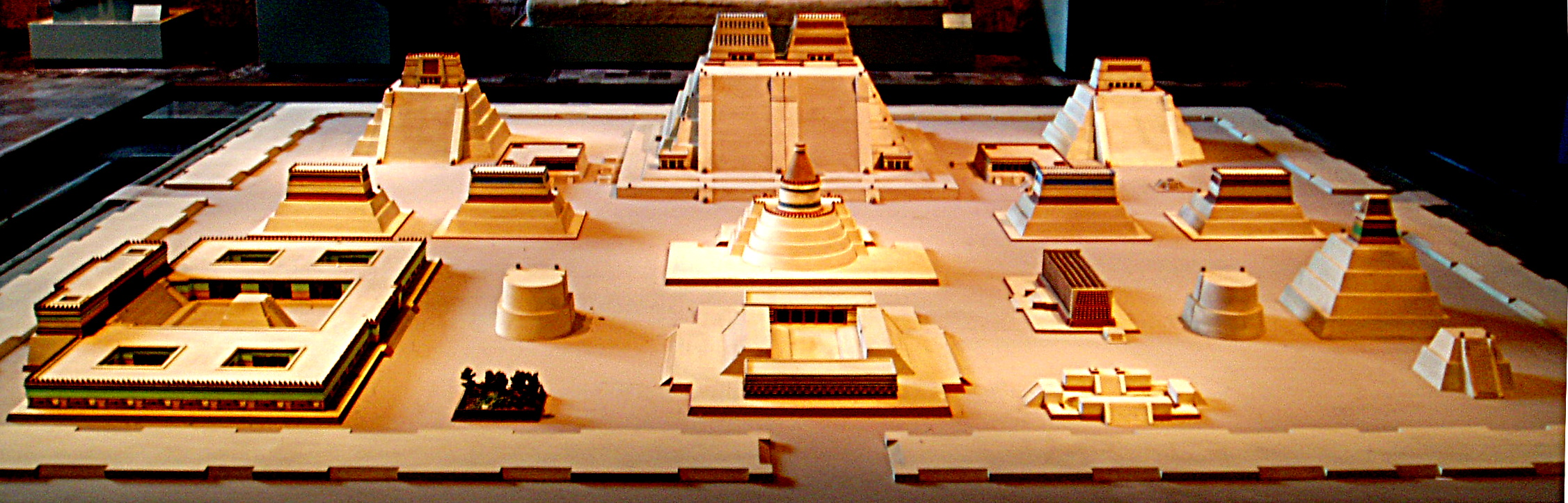
Maquette du Templo Mayor.

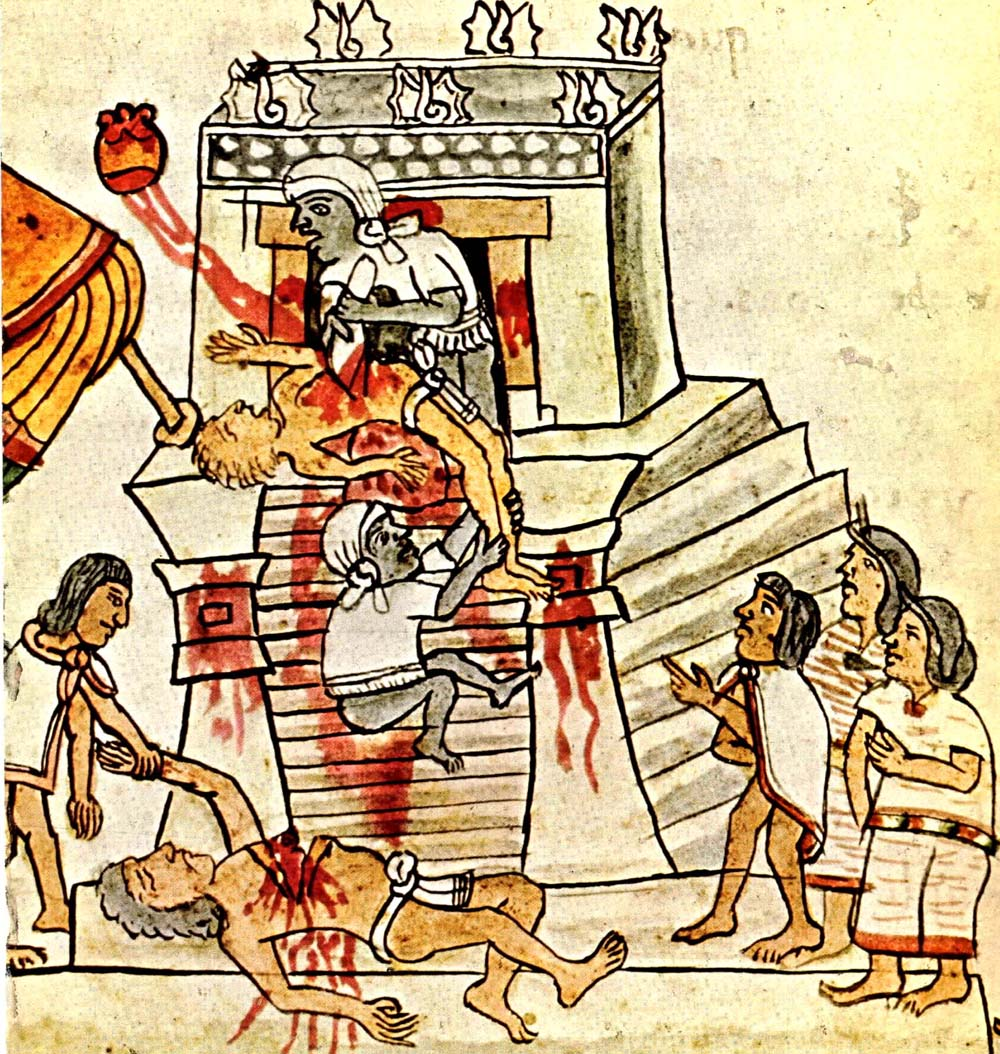
Représentation d'un temple aztèque et d'un sacrifice humain.

Au nord de la place centrale, 78 monuments ou bâtiments publics formaient le centre religieux (Templo Mayor). Il comptait une pyramide avec deux sanctuaires ainsi que d'autres temples (de Quetzalcoatl, de Tezcatlipoca, de Ciuacoatl, de Coacalco), mais aussi un collège religieux (calmecac), le Mecatlan (école de musique), des arsenaux, un terrain de jeu de paume. Ce centre religieux était fortifié par une enceinte crénelée de têtes de serpents (Coatepantli, « muraille de serpents ») de 300 mètres de large sur 400 de long, qui longeait le nord de la place centrale et le flanc du palais de l'empereur Moctezuma II. Elle pouvait contenir 8 000 à 10 000 personnes qui venaient assister aux sacrifices.
Le grand temple, construit pour l'essentiel à partir du règne de Moctezuma Ier, possédait trois escaliers pour aller au sommet soit un total de 360 marches. Il fut inauguré en 1455 avec des sacrifices. La pyramide avait une base de 100 m de long sur 80 m de large. Sa hauteur était d'environ 30 mètres. Au solstice d’été, le temple principal se trouvait exactement face au soleil levant. Une grande frise entourait le temple principal de Mexico, constituée de 52 panneaux sculptés figurant une procession de guerriers et des serpents.
Le complexe palatial se trouvait à l'ouest et s'inscrivait dans un espace de 200 mètres de côté. Sa superficie était de 24 000 m2. Il comportait plusieurs bâtiments distribués autour d’un jardin : appartements impériaux, tribunaux, magasins, trésor, volière, jardin zoologique, salles de musique et de danse, prison. Le palais de l’empereur était accessible en barque.

#### Les autres bâtiments de la ville
Il existait ailleurs dans la ville d'autres monuments prestigieux comme le temple circulaire de Quetzalcoatl. Mais ils ont tous été détruits par les conquistadores.
Seules les maisons des dignitaires comportaient deux étages. Les maisons n'avaient pas de fenêtres sur l’extérieur et s'ouvraient sur une cour intérieure. Chaque maison, même modeste possédait son jardin et son bain de vapeur (temazcalli). Les maisons modestes étaient coiffées de toits en chaume ; les plus riches possédaient un toit en tuiles.

### La cité de Tlatelolco
Tlatelolco est la deuxième ville aztèque la plus importante, avant qu'elle ne soit fusionnée à Tenochtitlan. Elle fut fondée par un groupe de Mexicas rebelles sur un îlot communiquant avec Mexico, un peu plus de dix ans après sa création, environ en 1337 apr. J.-C. Cependant, la ville est cependant assujettie à Tenochtitlan en 1493 apr. J.-C., puis construite de la même manière que celle-ci, avec une enceinte sacrée (dont il reste encore des vestiges) au centre de laquelle se trouve un Templo Mayor. Cette pyramide est très semblable à celle de la capitale aztèque dans sa forme, ses dimensions et ses doubles édifices dédiés à Tlaloc et à Huitzilopochtli. Le conquistador Cortès a décrit un édifice circulaire dont l'entrée avait la forme d'une gueule ouverte (aujourd'hui disparu).

### Autres sites
Parmi les sites les plus connus hors de la capitale figurent le temple de Tenayuca et le sanctuaire rupestre de Malinalco. Hors de la capitale, il subsiste deux temples de plan circulaire consacrés à Ehecatl-Quetzalcoatl, l'un à Huexotla, l'autre à Calixtlahuaca.

## Sculpture

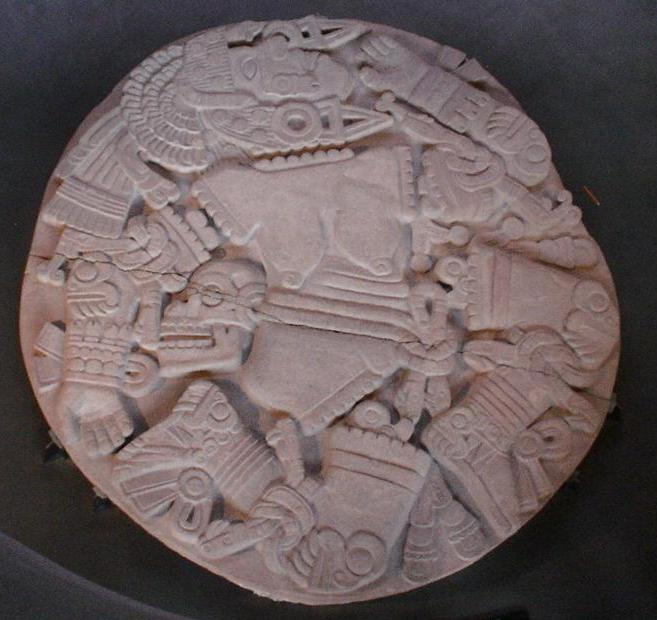
Monolithe de Coyolxauhqui.

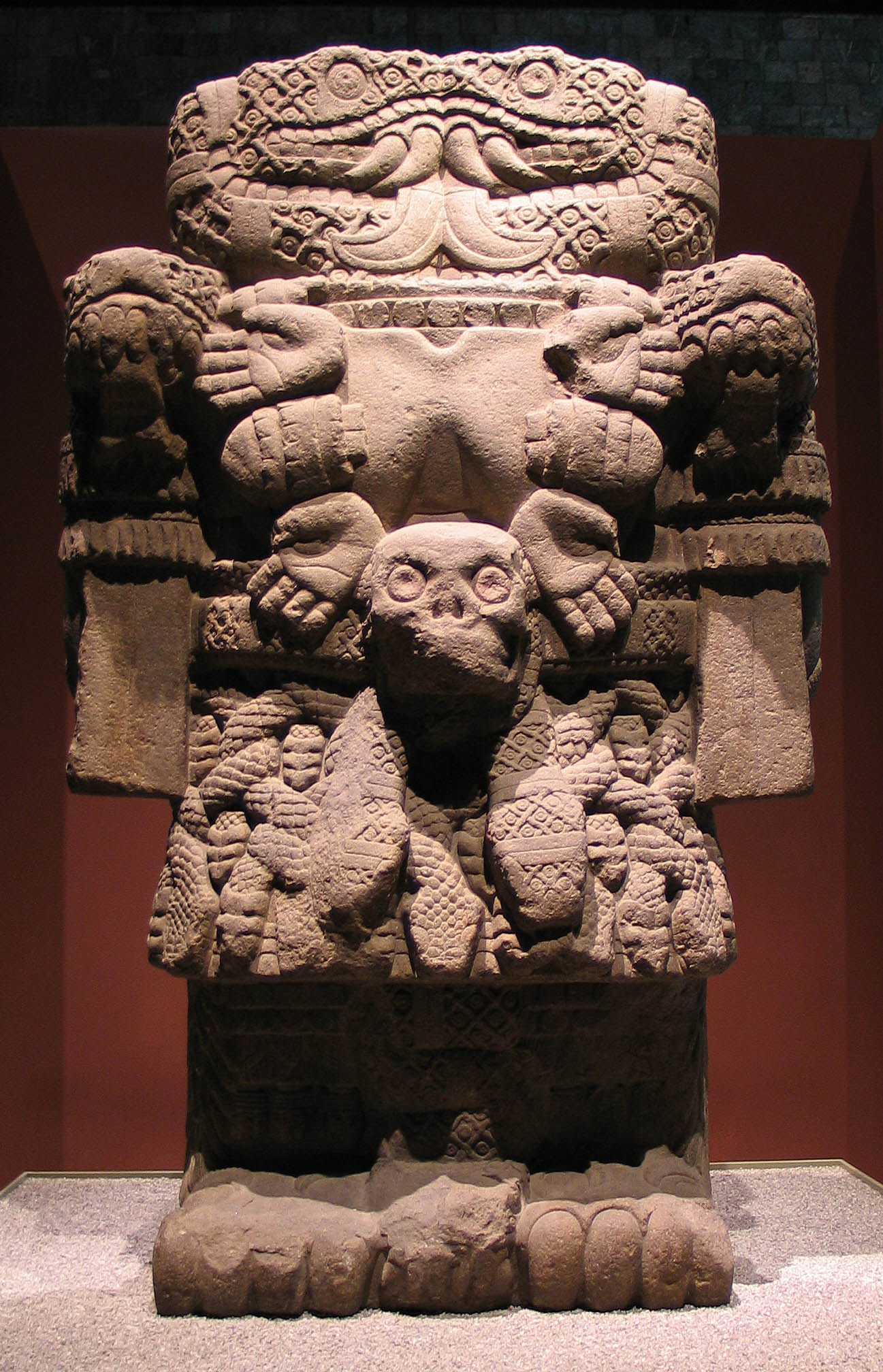
Monolithe de Coatlicue.

La plupart des sculptures aztèques ont été détruites par les Espagnols mais celles qui ont été conservées montrent que les Aztèques étaient passés maîtres dans l'art de sculpter divers matériaux : pierre, bois, métaux précieux, perles et pierres précieuses.

### Œuvres
Parmi les sculptures aztèques les plus remarquables, on peut citer quelques monolithes de taille imposante comme la Pierre du Soleil, le monolithe de Coatlicue, la pierre de Tizoc, la pierre de Moctezuma, ou, découverts plus récemment, le monolithe de Coyolxauhqui et le monolithe de Tlaltecuhtli.

### Fonction
Les bâtiments religieux étaient ornés de statues de dieux et de bas-reliefs représentant des animaux ou des attributs des divinités, comme des serpents ou des têtes de grenouilles ; le temple de Huitzilopochtli, par exemple, sur la pyramide principale du Templo Mayor, était décoré de crânes sculptés.
Les historiens estiment que les chac-mool et certaines des grandes sculptures monolithiques, comme la pierre du Soleil, la pierre de Tizoc ou la pierre de Moctezuma, étaient des cuauhxicallis ou des temalacatl utilisés pour certains rites de sacrifices humains.
Un morceau de jade était déposé dans une fente sur la poitrine[pas clair] des « macehualtin » (roturiers).
Les empereurs et les souverains commandaient aussi des pièces profanes.

### Style
La statuaire aztèque religieuse et profane, utilisait des éléments symboliques tout en faisant preuve d'un réalisme vigoureux. Les dieux anciens étaient de facture archaïque (Tlaloc par exemple). L'une des œuvres les plus célèbres, conservée à Mexico, est celle du calendrier, figurant un soleil assoiffé de sang en son centre. Le bas-relief en disque de la déesse Coyolxauhqui, découvert en 1978 à Mexico, est un monolithe polychrome. Dans le sanctuaire de Chapultepec, la statue de Moctezuma II a été taillée par 14 sculpteurs. Les bas-reliefs décorant les sanctuaires, les autels et les palais représentaient des animaux et des végétaux.
Chaque dieu était représenté avec des attributs et une couleur déterminés. Le plus représenté était Quetzalcoatl sous la forme d'un serpent à plumes ou surgissant d’un serpent ; Xolotl, son jumeau monstrueux, était le plus souvent cynocéphale. Ehecatl le dieu du vent avait une bouche proéminente. Chac-Mool était sculpté en position allongée avec un récipient sur le ventre. Tlaloc avait un éventail derrière la tête, des serpents enroulés autour de la bouche et des yeux, une coiffure avec des pierres précieuses. Chicomecoatl, l'une des divinités du maïs, était parée d'épis, était peinte en rouge avec une coiffe carrée. Xipe Totec avait souvent les yeux clos et la bouche ouverte en signe de mort. Xiuhtecuhtli ou Huehueteotl, dieu du foyer, avait le crâne évidé pour accueillir le foyer sacré.
L'aigle et le jaguar étaient des symboles guerriers. La chouette était symbole de sagesse, le poisson et la grenouille de fertilité. Le singe figurait les sens mais aussi la punition des péchés sexuels.
Les figures féminines aux seins nus représentaient les femmes du peuple. Les quauhxicalli étaient des vases-aigles rituels destinés à recueillir le sang et le cœur des sacrifiés.

## Arts décoratifs et artisanat

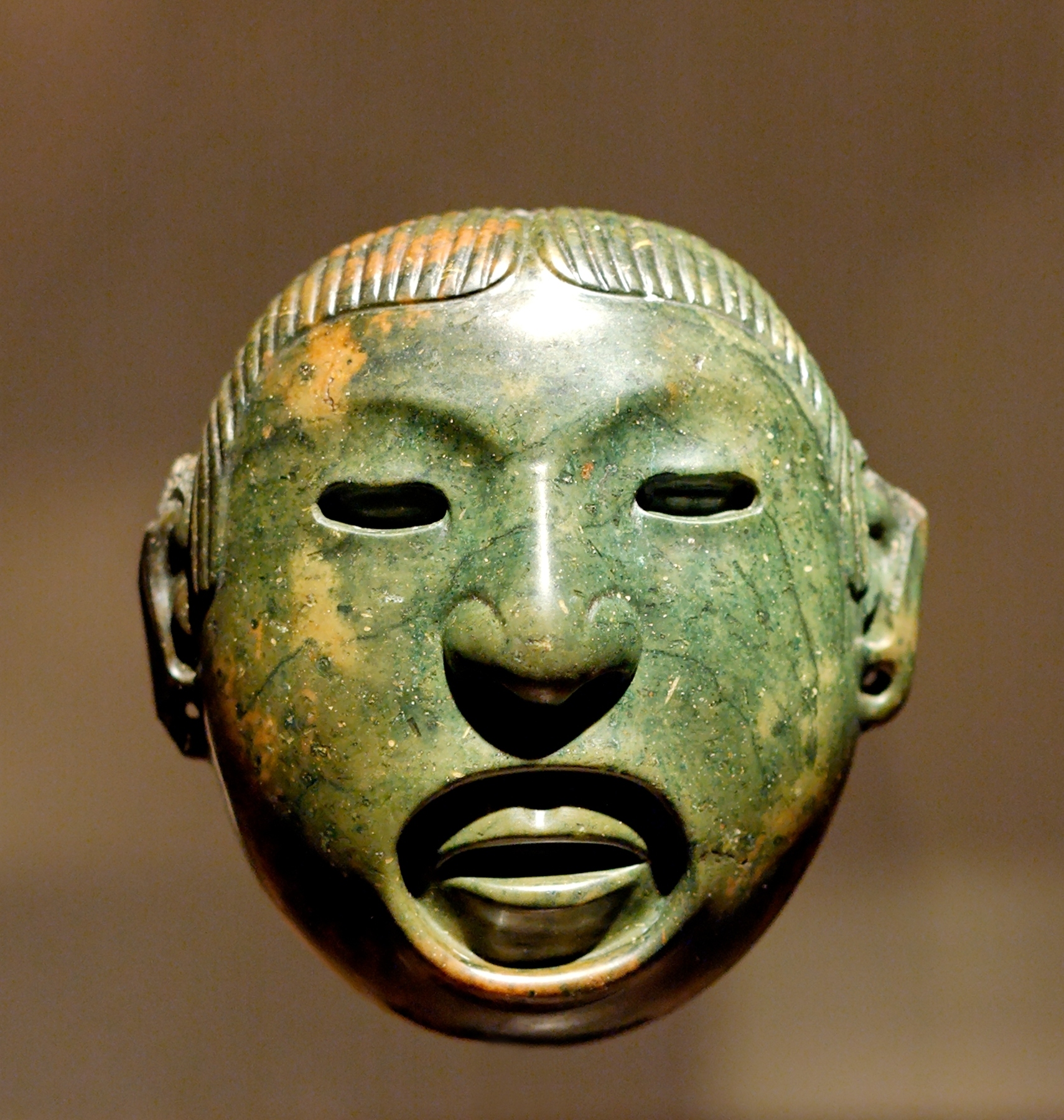
Masque de Xipe Totec.

Les artisans aztèques excellaient dans l'art du masque en pierre, hérité des Toltèques, dont on faisait un usage funéraire ou religieux. Les couteaux de sacrifice ou les boucliers d’apparat couverts de plumes montrent le raffinement de l'artisanat aztèque. Les empereurs commandaient des objets somptuaires en métal précieux comme la statuette en or de l’empereur Tizoc, conservée à New York, ou encore comme les deux disques de 2,10 m de diamètre en or et en argent offerts à Cortés, puis envoyés à l'empereur Charles Quint.

## Peinture et enluminure
Il n'est pas douteux que les Aztèques ont revêtu de peintures les parois de leurs temples et de leurs palais. Ces œuvres ont été détruites en même temps que les édifices qu'elles ornaient. Un fragment de fresque subsiste toutefois à Malinalco,, dans un bâtiment attenant au temple monolithique : son sujet semble être une scène où figure le dieu chasseur et guerrier Mixcoatl.
Le scribe mexica portait le titre de « peintre » (tlacuilo en nahuatl). De fait, les manuscrits hiéroglyphiques et pictographiques, que leurs thèmes fussent religieux, historiques ou même administratifs, constituaient avant tout des recueils d'images, des suites de tableaux soigneusement dessinés et coloriés.

## Faux aztèques
Parmi les faux objets d'art aztèque qui circulent dans le monde, les plus célèbres sont les crânes de cristal du British Museum, du musée du Quai Branly et de la Smithsonian Institution. Au début du XXIe siècle, un examen minutieux de ces objets a révélé qu'ils avaient été fabriqués au XIXe siècle au moyen d'outils modernes.
Les crânes de Londres et de Paris sont passés par les mains d'un antiquaire français fort controversé, Eugène Boban.

## Art colonial
Malgré les très nombreuses destructions résultant de la colonisation du Mexique, une forme d'art colonial s'est développée à partir du XVIe siècle ; et ce pour plusieurs raisons : Contexte humaniste européen et développement des cabinets de curiosités, prosélytisme religieux, émergence d'une élite métisse, développement d'un commerce intercontinental, etc.
Ce phénomène a en outre permis la conservation et la diffusion – pendant un temps au moins – de nombreuses techniques précolombiennes uniques au monde, comme l'art de la laque mexicaine (technique de collage très différent de la laque asiatique), du papier d'amate ou encore celui de la mosaïque de plumes, d'une extraordinaire virtuosité au vu des moyens à la disposition des artisans précolombiens.
De ces très nombreux ouvrages de plumes envoyés en Europe pour la délectation des princes et collectionneurs, très peu sont parvenus jusqu'à nous. Quatre tableaux en mosaïques de plumes sont aujourd'hui conservés en France, dont deux datant du XVIe siècle :
- Le Triptyque de la Crucifixion, conservé au musée national de la Renaissance à Écouen (Val-d'Oise)[40].
- La Messe de Saint-Grégoire, conservée au musée des Jacobins d'Auch (Gers)[41].

## Oubli et redécouverte de l'art aztèque
Une quantité énorme d'objets d'art aztèques furent détruits lors de la conquête espagnole, principalement parce que les conquérants les considéraient comme des manifestations d'idolâtrie qu'il fallait extirper, ou encore par cupidité : les objets en or furent simplement fondus. 
Un certain nombre furent acheminés vers l'Europe par les conquistadores à titre de curiosités. Les princes de la Renaissance témoignent d'un intérêt croissant non seulement pour les objets antiques, mais aussi pour les objets exotiques provenant des régions nouvellement découvertes. Passés par l'Espagne, ces objets furent dispersés dans les cabinets de curiosités européens, notamment à Florence, grâce aux Médicis, mais aussi à Vienne, Munich ou Grasz. En témoignent encore des inventaires de l'époque. Les objets, eux, ont été victimes de la négligence ou des ravages du temps : plumasserie ou vêtements de coton, victimes de leur fragilité par exemple, d'autres victimes d'incendies. La mode éphémère de ces objets passa et vint le temps de l'oubli.
Au Mexique, en plein milieu du XVIIIe siècle, les autorités ecclésiastiques ordonnèrent la destruction des sculptures rupestres aztèques du parc de Chapultepec. La situation changea à la fin de ce siècle avec l'avènement des Lumières qui s'accompagna des premiers travaux d'archéologie. Par une heureuse coïncidence, on mit au jour en 1790-91 plusieurs exemplaires de la sculpture monumentale aztèque : le monolithe de Coatlicue, le Calendrier aztèque et la Pierre de Tizoc. Les temps n'étaient pas encore tout à fait mûrs : on ré-enterra la statue de Coatlicue, mais ces découvertes enthousiasmèrent le géographe Alexander von Humboldt qui publia une gravure du «Calendrier mexicain» - on ne parlait pas encore d'Aztèques - dans ses «Vues des Cordillères et monuments des Peuples indigènes de l'Amérique» en 1810. 

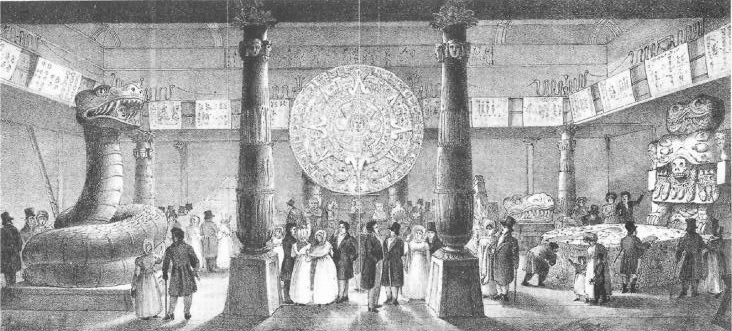
Exposition de William Bullock à Londres.

L'indépendance du pays suscita l'engouement pour les antiquités mexicaines. En 1824, le collectionneur britannique William Bullock organisa à Londres la première grande exposition consacrée au Mexique préhispanique, où l'on pouvait admirer des moulages du Calendrier aztèque et du monolithe de Coatlicue, que Bullock était parvenu à faire déterrer.
Au Mexique, un Musée national mexicain fut fondé en 1825, mais ne fut ouvert au public qu'en 1887. Ses collections constituèrent le noyau de l'actuel Musée national d'anthropologie.
Les archéologues ont pris le relais des collectionneurs : des fouilles ont été entreprises, surtout au XXe siècle, à l'occasion de chantiers urbains (comme le creusement du métro de Mexico) ou de sauvegarde de bâtiments plus récents, comme la cathédrale. Le secteur du Templo Mayor a par exemple été sondé en 1900, 1915, 1934, 1978.
Plusieurs sites ont été classés et l'UNESCO a classé le centre historique de Mexico et Xochimilco sur la liste du patrimoine mondial de l'Humanité en 1987.